# Jessica Cruz
Jessica Cruz é uma personagem fictícia da DC Comics. Criado por Geoff Johns e Ethan Van Sciver, ela é um membro da Tropa dos Lanternas Verdes, sendo a primeira mulher terráquea a entrar para a Tropa, e é também membro da Liga da Justiça. Seu nome é mencionado pela primeira vez em Lanterna Verde #20 (julho de 2013 nos Estados Unidos e fevereiro de 2014 no Brasil), quando o Sinestro do futuro conta brevemente sobre ela a um joven Lanterna Verde. Ela aparece de fato em Liga da Justiça #30 (julho de 2014 nos Estados Unidos e fevereiro de 2015 no Brasil), sendo a nova Anel Energético. Após a saga Guerra de Darkseid ela se tornou uma Lanterna Verde, passando a patrulhar a Terra junto com Simon Baz, enquanto Hal, John, Guy e Kyle patrulham todos os setores do espaço.

## Biografia

### Origem (2014)
Jessica Viviana Cruz é uma jovem norte-americana de ascendência mexicana e hondurenha, ela e seus amigos estavam em uma viagem de caça quando eles acidentalmente se esbarraram em dois homens que estavam enterrando um corpo. Os homens brutalmente assassinam os amigos de Jessica, enquanto ela consegue escapar, mas fica traumatizada pelo evento e desenvolve agorafobia.

### Liga da Injustiça (2014)
Muito tempo depois do ocorrido, o anel de Volthoom, que se alimenta do medo e tinha abandonado o Anel Energético após a sua morte durante a invasão do Sindicato do Crime à Terra Primordial, é capaz de localizar o medo dela. Ao contrário dos usuários anteriores ela não aceita de bom grado o anel, mas ele a força a aceitá-lo. O Anel tortura Jessica física e psicologicamente, explicando que a está usando para atrair o ser que destruiu a Terra-Três para a Terra Primordial, porque ele agora está morrendo e quer levar o planeta com ele. Batman consegue ajudar Jessica a controlar o anel depois de convencê-la a enfrentar seus medos.

### A Guerra de Darkseid (2015-2016)
Ela passa a ficar na companhia da Liga da Justiça, que tentam ajudá-la a lidar com a influência de Volthoom, enquanto ela usa o poder do anel para ajudar as pessoas. Após Barry Allen contatar Hal Jordan para ajudar Jessica a aprender a manusear o anel, ela e a Liga são pegos no meio da guerra entre Darkseid e o Anti-Montior. Durante o confronto, Jessica é dominada por completo por Volthoom, mas consegue se libertar graças à ajuda de Ciborgue, e no exato momento que isso ocorre ela se sacrifica para salvar Barry de ser morto pelo Corredor Negro. No entanto Jessica vive, pois quem foi morto de fato pelo Corredor Negro foi Volthoom e não ela. Quando ela desperta, um anel da Tropas dos Lanternas Verdes vem até ela declarando-a como novo membro da Tropa.

## Personalidade e aparência
Jessica Cruz é uma mulher jovem de estatura mediana, pele bronzeada e cabelos e olhos castanhos. Em suas primeiras aparições, devido a ainda estar afetada pela morte de seus amigos, Jessica ficava em pânico constante, com medo de tudo e todos. Após ela receber auxílio da Liga da Justiça para lidar com o poder do Anel Energético, ela começa a melhorar, desenvolvendo uma amizade com Barry Allen e depois uma amizade com Victor Stone, que a auxilia quando ela é dominada por Volthoom. Quando ela passa a atuar como Lanterna Verde, Jessica começa a progredir ainda mais, retornando a ter uma vida social e até a ter uma personalidade mais extrovertida, embora ela ainda sinta grande pânico em alguns momentos e às vezes questiona se ele está apta para o trabalho de ser uma Lanterna Verde.

## Adaptação para outras mídias

### Animação
- Em Batman Ninja vs Yakuza League, ela aparece em sua versão japonesa.
- Jessica Cruz aparece na série animada DC Super Hero Girls.[7]
- Ela também aparece no filme animado Justice League vs. the Fatal Five como uma das protagonistas.
- Em DC Liga dos Super Pets, Jessica Cruz é a Lanterna Verde da Liga da Justiça.[8]